# Communauté de communes des Portes du Maine Normand
La communauté de communes des Portes du Maine Normand est une ancienne communauté de communes française, située dans le département de la Sarthe et la région Pays de la Loire.

## Histoire
La communauté de communes des Portes du Maine Normand est créée par arrêté préfectoral du 31 octobre 1996. Elle fusionne le 1er janvier 2017 avec la communauté de communes du Pays Belmontais et la communauté de communes des Alpes Mancelles pour former la communauté de communes Haute Sarthe Alpes Mancelles.

## Composition
Elle regroupait quatorze communes :
| Nom                      | Code Insee | Gentilé         | Superficie (km2) | Population (dernière pop. légale) | Densité (hab./km2) |
| ------------------------ | ---------- | --------------- | ---------------- | --------------------------------- | ------------------ |
| Oisseau-le-Petit (siège) | 72225      | Oxellois        | 8,60             | 679 (2014)                        | 79                 |
| Ancinnes                 | 72005      | Ancinnois       | 27,21            | 969 (2014)                        | 36                 |
| Bérus                    | 72034      | Bérusiens       | 6,73             | 457 (2014)                        | 68                 |
| Béthon                   | 72036      | Béthunéens      | 3,85             | 333 (2014)                        | 86                 |
| Bourg-le-Roi             | 72043      | Régis-Borgiens  | 0,36             | 311 (2014)                        | 864                |
| Chérancé                 | 72078      | Chérancéen      | 10,38            | 384 (2014)                        | 37                 |
| Chérisay                 | 72079      |                 | 7,99             | 317 (2014)                        | 40                 |
| Fyé                      | 72139      | Flacuméens      | 16,31            | 1 011 (2014)                      | 62                 |
| Gesnes-le-Gandelin       | 72141      | Gesnois         | 12,88            | 966 (2014)                        | 75                 |
| Grandchamp               | 72142      | Grandchampenois | 5,38             | 159 (2014)                        | 30                 |
| Livet-en-Saosnois        | 72164      | Livetains       | 1,60             | 71 (2014)                         | 44                 |
| Moulins-le-Carbonnel     | 72212      | Moulinois       | 16,31            | 711 (2014)                        | 44                 |
| Rouessé-Fontaine         | 72254      | Rousséens       | 12,48            | 278 (2014)                        | 22                 |
| Thoiré-sous-Contensor    | 72355      | Thoréens        | 5,99             | 88 (2014)                         | 15                 |

## Administration
| Période                                  | Période       | Identité        | Étiquette | Qualité                                                          |
| ---------------------------------------- | ------------- | --------------- | --------- | ---------------------------------------------------------------- |
| décembre 1996                            | décembre 2012 | Bernard Petiot  |           | Conseiller général du canton de Saint-Paterne, maire de Chérisay |
| février 2013                             | avril 2014    | Michel Lajoinie |           | Maire de Gesnes-le-Gandelin                                      |
| avril 2014                               | décembre 2016 | Philippe Martin |           | Maire de Bourg-le-Roi                                            |
| Les données manquantes sont à compléter. |               |                 |           |                                                                  |